# Andrew Dunn
Andrew William Dunn es un director de fotografía inglés. Recibió el premio BAFTA en tres ocasiones durante la década de 1980.
Dunn nació en Londres, Inglaterra, y recibió un título de grado del Christ's College, Cambridge. Comenzó a hacer películas durante los inicios de su adolescencia. Estudió cine en la Universidad de Westminster, Londres. Consiguió trabajo en la BBC como montador, y al mismo tiempo continuó desarrollando y filmando sus proyectos personales. Su primer crédito en el cine fue en 1981 como cinematógrafo de Andrina, una película de la BBC.
Dunn ha trabajado como director de fotografía en varios filmes, entre ellos: Across the Lake (1988), L.A. Story (1991), Adictos al amor (1997), Gosford Park (2001), Hitch (2005), Miss Potter (2006) y The lady in the van (2015).